# Pentathemis membranulata
Pentathemis membranulata är en trollsländeart som beskrevs av Karsch 1890. Pentathemis membranulata ingår i släktet Pentathemis och familjen skimmertrollsländor. Inga underarter finns listade i Catalogue of Life.